# پدرو (فیلم)
پدرو (به انگلیسی: Pedro) یک فیلم آمریکایی در سال ۲۰۰۸ دربارهٔ پدرو زامورا، یک همجنسگرای آشکار کوبایی-آمریکایی است که مدرس ایدز و شخصیت تلویزیونی است که به عنوان یکی از اعضای مجموعه تلویزیونی واقع نمای دنیای واقعی: سان فرانسیسکو در شبکه MTV معروف شد.
این فیلم یک انتخاب رسمی در جشنواره بین‌المللی فیلم تورنتو در سال ۲۰۰۸ بود.
این فیلم در MTV در تاریخ ۱ آوریل ۲۰۰۹ قبل از فصل پایانی دنیای واقعی: بروکلین پخش شد.

## بازیگران
- الکس لیناز به عنوان پدرو زامورا[۳]
- جاستینا ماچادو به عنوان میلی زامورا
- هیل اپلمن به عنوان جود ونیک
- داژوان جانسون به عنوان شان ساسر
- مت بر به عنوان دیوید «پاک» رائینی
- جین لیو به عنوان پم لینگ
- کارولینا لونا به عنوان راشل کامپوس
- آنیبال او. لیراس به عنوان هکتور زامورا
- ترزا هرناندز به عنوان زوریدا زامورا
- خورخه بلانکو موئوز به عنوان جسی زامورا
- جود وینک (کامو)[۴]
- پم لینگ (کامو)

## جوایز
در سال ۲۰۱۰، نویسندگان فیلم پدرو، داستین لنس بلک و پاریس بارکلی برای یک جایزه انجمن نویسندگان آمریکا نامزد شدند.
پدرو همچنین در بیست و یکمین دوره جوایز رسانه ای گلد نامزد دریافت جایزه Humanitas و نامزد دریافت جایزه رسانه ای گلد برای فیلم تلویزیونی برجسته یا سریال‌های برتر شد.